# Cmentarz wojenny nr 212 – Bobrowniki Małe

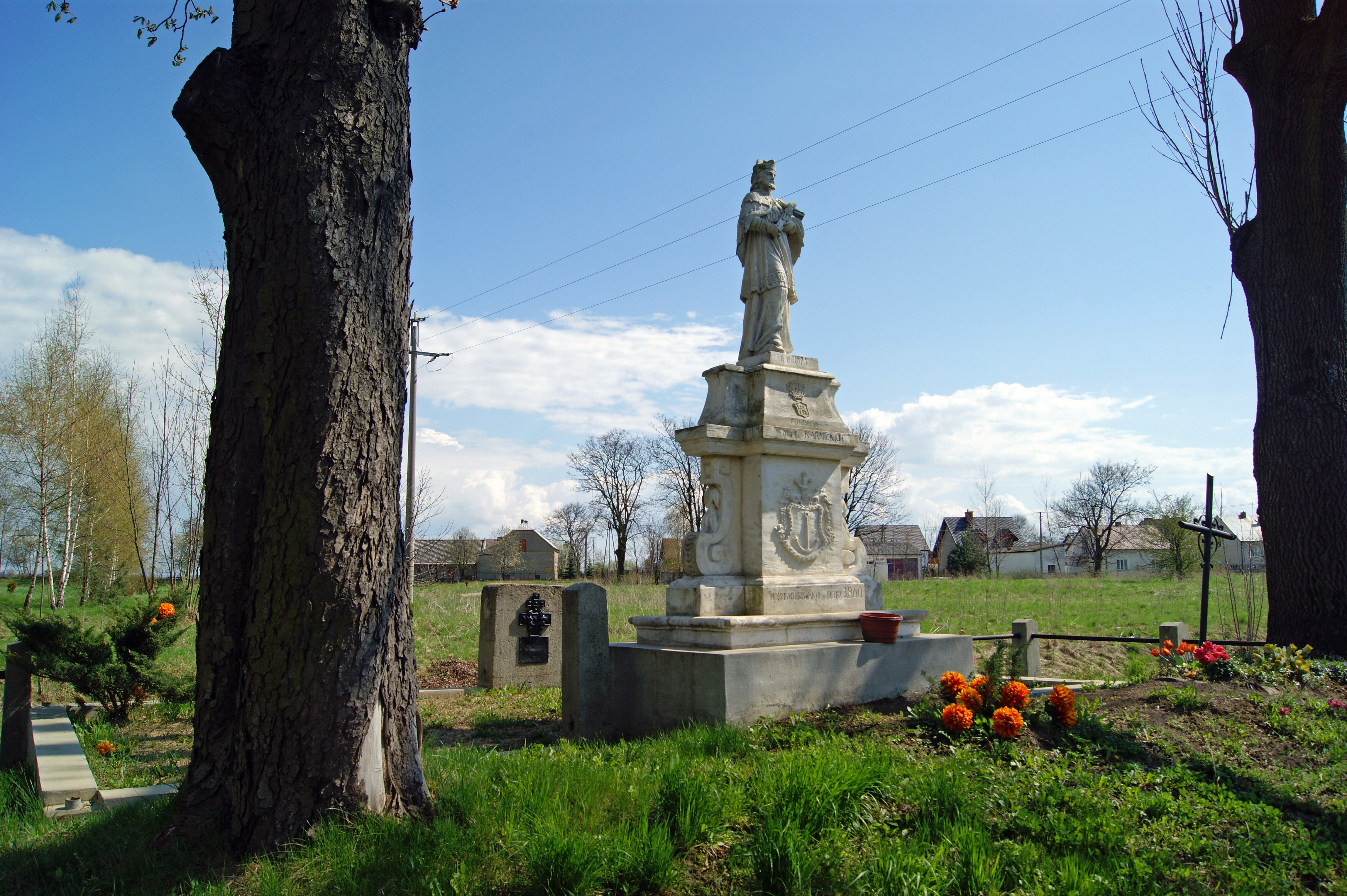
Figura św. Jana Nepomucena

Cmentarz wojenny nr 212 – Bobrowniki Małe – austriacki cmentarz wojenny z okresu I wojny światowej wybudowany przez Oddział Grobów Wojennych C. i K. Komendantury Wojskowej w Krakowie na terenie jego okręgu VIII Brzesko.
Znajduje się we wschodniej części miejscowości Bobrowniki Małe położonej w województwie małopolskim, w powiecie tarnowskim, w gminie Wierzchosławice.
Przy wiejskiej drodze, na niewielkim wzgórku, stała figura św. Jana Nepomucena z 1742 roku. Wokół niej pochowali Austriacy 26 poległych w walce żołnierzy armii rosyjskiej, tworząc niewielką nekropolię. W czasie Wielkiej Wojny chowano na nim także okolicznych mieszkańców, cywilne ofiary walk.
Cmentarz ma kształt prostokąta i powierzchnię ok. 2 arów. Centralnym elementem jest barokowa figura świętego. O tym, że jest to cmentarz żołnierski, świadczy obecnie tylko metalowy, prawosławny krzyż znajdujący się na betonowym słupku ogrodzenia, za figurą. Pod krzyżem znajduje się także metalowa, ale nieczytelna tabliczka.
Na ogrodzeniu, przed figurą, znajduje się tablica pamiątkowa z tekstem:

TU

SPOCZYWA LUDNOŚĆ

KTÓRA ZGINEŁA W WOJNIE

ŚWIATOWEJ W. R. 1914-15.

WYKONANO KOSZTEM GMINY

ZA URZĘDOWANIA PAWŁA

GIERONIA W R

1933.

Cmentarz projektował Robert Motka.